# Malcolm Bruce
Malcolm Gray Bruce, född 17 november 1944 i Birkenhead, är en brittisk politiker inom Liberaldemokraterna. Han val parlamentsledamot för valkretsen Gordon från 1983 till 2015.
Bruce har studerat vid St Andrews University, och arbetat i förlagsbranschen och som journalist innan han blev politiker.
Han invaldes första gången vid valet 1983, då för Liberal Party. 
Bruce var en av kandidaterna till att efterträda Paddy Ashdown som partiledare för Liberal Democrats 1999. Han kom då på tredje plats i omröstningen. Han var ordförande för den skotska delen av partiet 2000-2001, och är nu partiets talesman i handels- och industrifrågor och medlem av skuggkabinettet.
Han var även medlem av Europarådets parlamentariska församling.
Bruce betraktas som moderat och är motståndare till att bilda koalition med Labour Party.
Han adlades 2015 som Lord Bruce of Bennachie.